# 최소수선면쌍동선
최소수선면쌍동선(Small Waterplane Area Twin Hull, SWATH)은 쾌속 선박을 만들어 내기 위해 개발한 배이다.
배의 모양을 고속화시키면 조파저항이 마찰 저항보다 상대적으로 훨씬 커지게 된다. 이 조파저항을 최소로 줄이려면 선체가 물과 만나는 면적을 최소로 하여야 한다. 이러한 원리를 활용하여 선박의 모양은 넓은 갑판을 가지는 상부선체를 가느다란 지주 2쌍이 받치고 있는 아래에 잠수함 모양의 2개의 동체가 물 속에 잠겨 있으며, 지주는 정확히 수선과 한 곳에서 만나게 하고 있다. 이 배는 갑판 면적을 넓게 가질 수 있어 여객선, 컨테이너 운반선, 해양조사단 등에 활용하기 쉽고 항공모함처럼 큰 갑판 면적이 필요한 군용선에 활용될 수 있으며, 현재 일부 여객선과 해양조사선에 이용중이다.